# Trollius altaicus
Trollius altaicus és una planta ornamental de la família de les Ranunculaceae, nativa d'àsia i Europa. Creix en vessants herbacis i valls humides. És una planta herbàcia que assoleix els 26-70 cm d'alçada. Té entre 2 i 5 fulles basals, peciolades, cordades trilobulades i dentades. Les flors, solitàries, tenen entre 3-5 cm de diàmetre. Els sèpals són de color taronja, com els pètals, linears i més curts que els estams. Floreix entre maig i juliol.